# Henry Chamberlain
Henry Chamberlain (Inglaterra, 1796 - Ilhas Bermudas, 1844) foi um pintor, desenhista e militar inglês, que viajou pelo Brasil e por outros países e colônias da América e da Oceania durante o século XIX. Embora fosse um artista amador, seu registro meticuloso e acurado da topografia das cidades brasileiras é de grande importância para o conhecimento da paisagem urbana da época, e suas pinturas e aquarelas muito valorizadas por colecionadores brasileiros em virtude de seu valor etnográfico. Em 1821, publicou na Inglaterra o pioneiro álbum Views & Costumes of Rio de Janeiro, com 36 gravuras de bairros e paisagens da capital fluminense.

## Vida e obra
Pouco tempo após ingressar na Artilharia Real Britânica, Henry Chamberlain partiu para o Brasil na companhia de seu pai, o homônimo Sir Henry Chamberlain, cônsul-geral no país e encarregado dos negócios da Inglaterra na corte do Rio de Janeiro entre 1815 e 1829, famoso pelas festas e recepções oficiais fartamente ilustradas nas crônicas do Palácio do Catete escritas por Maria Graham e Lord Amherst, entre outros. Durante sua curta estadia no Brasil, entre 1819 e 1820, Henry Chamberlain faria diversos registros, em desenhos, aquarelas e pinturas, de valor documental e etnográfico.

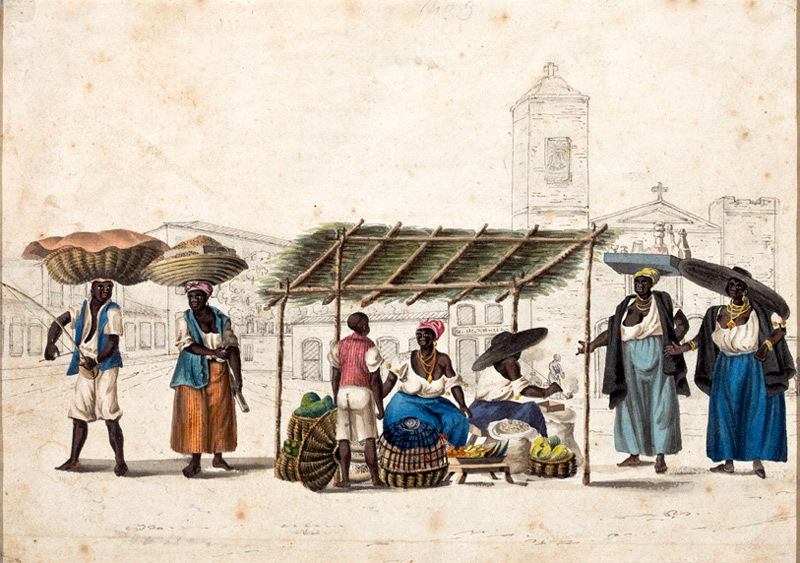
Quitandeiras da Lapa, 1819-1820
MASP, São Paulo

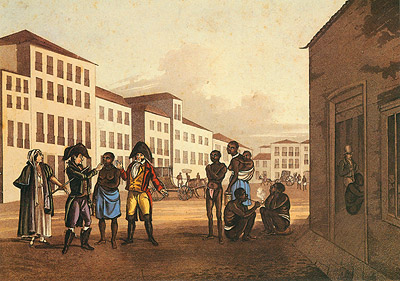
O Mercado de Escravos, 1822
Museu da Chácara do Céu, Rio de Janeiro

Chamberlain visitou e registrou as paisagens de São Paulo e Ouro Preto, mas elegeu por excelência a cidade do Rio de Janeiro como objeto de suas representações artísticas. Ao retornar para a Inglaterra, publicou Views & Costumes of Rio de Janeiro, um álbum com 36 gravuras em água-tinta, coloridas e acompanhadas de textos descritivos, representando a vida cotidiana, os hábitos e as paisagens urbanas do Rio, lançado em fascículos a partir de 1821 - anterior, portanto, às famosas Viagens Pitorescas de Rugendas e Debret.
O amadorismo das criações artísticas de Chamberlain - observável na ausência ou deficiência da perspectiva e na não aplicação do claro-escuro - deve ser entendido como uma reafirmação de seu caráter totalmente incidental, devidamente contextualizado como um passatempo bastante recorrente entre os estrangeiros residentes na corte do Rio de Janeiro e em outras regiões do país durante o século XIX. Apesar disso, seu paisagismo mostra-se acurado e fiel às características topográficas dos sítios retratados, servindo até hoje como base para a reconstituição relativamente fidedigna das ruas e quarteirões do Rio de Janeiro à época.
Chamberlain também retratou os tipos populares das cidades brasileiras, dedicando especial atenção ao registro das vestimentas e indumentárias, à maneira de Joaquim Cândido Guilhobel, mas preocupando-se também com a ilustração das relações sociais que observou nas ruas do Rio de Janeiro - como o trabalho dos escravos, a movimentação no Largo da Glória e o burburinho dos mercados. Alguns pesquisadores também apontam em sua obra a presença de um senso de humor característico da escola inglesa do século XVIII, seguindo a tradição de William Hogarth.
Após sua estadia no Brasil, Chamberlain prossegue sua carreira militar, atingindo o posto de capitão. Visitaria outras localidades tidas como "exóticas", como a Nova Zelândia e as Ilhas Bermudas - onde viria a falecer aos 48 anos de idade, vítima de febre amarela, quando já tinha abandonado quase que por completo a pintura há mais de vinte anos.
Em 1943, o álbum Vistas e Costumes da Cidade do Rio de Janeiro e Cercanias foi publicado em São Paulo e no Rio de Janeiro pela Editora Kosmos, com tradução e introdução de Rubens Borba de Moraes. Suas pinturas, gravuras e aquarelas integram os acervos do Museu de Arte de São Paulo, dos Museus Castro Maya no Rio de Janeiro, e do Museu Imperial de Petrópolis, além da Coleção Brasiliana da Fundação Estudar, em depósito na Pinacoteca do Estado de São Paulo.[carece de fontes?]